# Culcasia
Culcasia es un género de plantas con flores de la familia Araceae. Es originario del África tropical.
Se compone de aproximadamente 30 especies, todas son endémicas de África. La mayoría de sus especies son trepadoras y se asemejan a Cercestis excepto por el hecho de que no tienen flagelos.

## Taxonomía
El género fue descrito por Ambroise Marie François Joseph Palisot de Beauvois y publicado en Flore d'Oware 4. 1803.  La especie tipo es: Culcasia scandens P. Beauv. 

## Especies
- Culcasia angolensis Welw. ex Schott
- Culcasia annetii Ntépé-Nyamè
- Culcasia bosii Ntépé-Nyamè
- Culcasia caudata Engl.
- Culcasia falcifolia Engl.
- Culcasia gracilis N.E.Br.
- Culcasia liberica N.E.Br.
- Culcasia panduriformis Engl. & K.Krause
- Culcasia parviflora N.E.Br.
- Culcasia reticulata Hort. ex Gentil
- Culcasia sereti De Wild.
- Culcasia tepoensis A.Chev.
- Culcasia tubulifera Engl.